# المسابلة (المعافر)

تعديل مصدري - تعديل

المسابله هي إحدى قرى مديرية المعافر بمحافظة تعز اليمنية، بلغ تعداد سكانها 1139 نسمة حسب التعداد السكاني في اليمن في 2004.